# Kris van Assche
Kris van Assche, född 12 maj 1976 i Londerzeel, är en belgisk designer.
Han utbildade sig vid Royal Academy of Arts i den belgiska staden Antwerpen. Hedi Slimane, vid den här tiden designer hos Yves Saint-Laurent fick se Kris examensarbete och blev imponerad. Tillsammans följde flera år av framgångar hos först Yves Saint-Laurent men även hos Dior där Hedi blev ansvarig för kollektionen Dior Homme. Under hela tiden hade Hedi Kris som sin högra hand.
van Assche efterträdde Hedi Slimane som chefsdesigner för modehuset Dior i början av 2007.